# مانويل ماريا
مانويل ماريا (بالبرتغالية: Manoel Maria‏) (29 فبراير 1948 في البرازيل - ) هو لاعب كرة قدم برازيلي في مركز الهجوم، شارك في الألعاب الأولمبية الصيفية 1968. ولعب مع نادي ريمو.

## وصلات خارجية
- مانويل ماريا على موقع قاعدة بيانات كرة القدم.إي يو (الإنجليزية)
- مانويل ماريا على موقع قاعدة بيانات كرة القدم.إي يو (الإنجليزية)
- مانويل ماريا على موقع أوليمبيديا (الإنجليزية)